# موريس ميرفي
موريس ميرفي (بالإنجليزية: Maurice Murphy)‏ هو بواق بريطاني، ولد في 7 أغسطس 1935 في هامرسميث في المملكة المتحدة، وتوفي في 28 أكتوبر 2010 بسبب مرض.

## وصلات خارجية
- موريس ميرفي على موقع ميوزك برينز (الإنجليزية)
- موريس ميرفي على موقع ديسكوغز (الإنجليزية)